# 말람파주

말람파주의 기(旗)

말람파주(Malampa)는 바누아투 중부에 위치한 주로, 3개의 큰 섬(말레쿨라섬과 암브림섬, 파마섬)을 관할한다. 주도는 라카토로이며 인구는 40,928명, 면적은 2,779km2이다. 주 이름은 말레쿨라섬과 암브림섬, 파마섬(Malakula, Ambrym, Paama)의 첫 글자를 조합해서 붙여진 이름이다.